# Titanato de bario
El titanato de bario es un óxido de bario y titanio, que posee la fórmula química: BaTiO3. Se trata de un material cerámico ferroeléctrico, con propiedades piezoeléctricas y de efecto fotorretractivo. En estado de agregación sólido, posee cinco fases, de acuerdo con su temperatura: hexagonal, cúbica, tetragonal, ortorrómbica y romboédrica (estructuras cristalinas ordenadas de acuerdo a temperatura decreciente). En todas las estructuras posee propiedades ferroeléctricas, excepto en la cúbica.

## Apariencia
Posee la apariencia de polvo blanco o cristales translúcidos. No es soluble en agua, pero sí en ácido sulfúrico concentrado.

## Síntesis
El titanato de bario puede ser obtenido mediante sinterización en fase líquida de carbonato de bario y dióxido de titanio.
A menudo es mezclado con Titanato de estroncio.

## Usos
El titanato de bario se utiliza como material dieléctrico para la construcción de condensadores cerámicos y como material piezoeléctrico para la construcción de micrófonos y otros transductores. Como material piezoeléctrico, el titanato de bario ha sido  reemplazado en numerosas aplicaciones por el titanato zirconato de plomo (PZT).
El titanato de bario policristalino, posee coeficiente de temperatura positivo (PTC), haciéndolo útil como material para la construcción de termistores.